# Filippo Magnini
Filippo Magnini (Pesaro, 2 febbraio 1982) è un ex nuotatore italiano.
Considerato, con Giorgio Lamberti, il miglior stileliberista italiano di sempre nelle distanze brevi, è stato due volte campione mondiale nei 100 m nel 2005 e nel 2007. Ha vinto anche due titoli mondiali in vasca corta e complessivamente diciassette ori europei.

## Carriera

### Gli inizi e l'affermazione in Italia
Ha incominciato la sua carriera come mistista e ranista, nuotando per il Pesaro Nuoto, ottenendo buoni risultati a livello nazionale. Trasferitosi a Torino per studiare, continua a nuotare e qui viene cambiata la sua specialità, che diventa lo stile libero. La scelta si rivela azzeccata, visto che nel 2002 è salito per la prima volta sul podio ai campionati italiani estivi.
Agli invernali disputati subito dopo gli europei in vasca corta (a cui non ha partecipato) ha vinto i suoi primi tre titoli e nei 100 e 200 m stile libero ha nuotato tempi che una settimana prima lo avrebbero portato sul podio europeo. Nel 2003 ha ottenuto la sua prima convocazione nella nazionale assoluta, solo come staffettista, per i Campionati mondiali di Barcellona.
Nella rassegna iridata ha ben figurato nella staffetta 4x100 m stile libero, dove ha nuotato una prima frazione in batteria da 49"41, e un'ultima frazione in finale da 48"13, portando l'Italia al 6º posto in 3'15"99; inoltre ha nuotato la prima frazione della 4x200 stile libero in batteria in 1'49"40, ma in finale non è stato schierato. Due settimane dopo nei successivi campionati estivi in un tentativo isolato ha migliorato il primato italiano dei 100 m detenuto da Lorenzo Vismara.

### 2004 - 2005: i Giochi olimpici e il primo titolo mondiale
La stagione 2003-2004, quella olimpica, è cominciata per Filippo Magnini con i Campionati europei in vasca corta di Dublino, dove è secondo solo a Pieter van den Hoogenband nei 100 m stile (47"32, primato italiano, contro il 46"81 dell'olandese), gara nella quale ha conquistato la sua prima medaglia a livello internazionale. Il suo cammino di avvicinamento agli europei e ai Giochi è passato per i Campionati italiani primaverili nel marzo 2004, dove ha vinto i 200 m stile libero nuotando in 1'47"20 e i 100 m in 49"09, altro primato italiano. In maggio si sono svolti i Campionati europei di nuoto a Madrid: l'Italia ha sfruttato a pieno le sue possibilità nella 4×100 stile libero, vincendo l'oro in 3'15"66 con Lorenzo Vismara, Christian Galenda e Giacomo Vassanelli e grazie anche al contributo di Magnini nell'ultima frazione (48"28).
Il pesarese è uno tra i favoriti nei 100 m stile libero assieme all'olimpionico Van den Hoogenband: qualificatosi con il 1º tempo (49"19), nella finale, dopo una prima vasca d'attesa (passaggio ai 50 m in 23"93), ha sorpassato l'olandese ai 75 metri e si è involato verso il titolo continentale, conquistato col primato italiano di 48"87 (chiusura in 24"94). Magnini alla vigilia era considerato uno dei favoriti anche nella distanza doppia, i 200 m, ma, a differenza dei 100 metri, qui non è riuscito a impensierire Van den Hoogenband, e ha dovuto accontentarsi del bronzo a pari merito con Massimiliano Rosolino in 1'48"69. Nella 4×200 m stile libero ha contribuito assieme a Emiliano Brembilla, Matteo Pelliciari e Rosolino al trionfo dell'Italia con una frazione da 1'48"19.
Con i tre ori e il bronzo di Madrid Magnini si presenta ai giochi di Atene come uno tra i migliori e i più attesi nuotatori europei, ma la condizione non è la stessa degli europei, e ha rinunciato a disputare i 200 m stile libero. In staffetta la squadra azzurra composta da Vismara, Magnini, Michele Scarica e Galenda è rimasta ai piedi del podio (4ª a pari merito con la Russia, frazione di Magnini da 48"30); nei 100 m stile libero Magnini, nonostante una condizione non ottimale, è deciso a far bene, e si è qualificato per la finale con il 3º tempo (48"91). In finale si è presentato come uno dei favoriti per il podio, ma a causa di un passaggio troppo lento (23"84, contro i 22"80 del sudafricano Schoeman) ha dovuto accontentarsi del 5º posto (48"99) in una gara stellare, vinta da Van den Hoogenband (48"17) su Roland Schoeman (48"23) e Ian Thorpe (48"56). Nella 4×200 m stile libero con Brembilla, Rosolino e Cercato ha conquistato la medaglia di bronzo nuotando l'ultima frazione in 1'47"58.
Il successivo appuntamento internazionale di Magnini in un 2004 in cui ha vinto anche sei titoli italiani sono gli europei in vasca corta di Vienna: Magnini perde i 100 m da Frédérick Bousquet (47"66 contro 47"52), ma si riscatta prontamente battendo Rosolino sui 200 m (1'44"57). Il grande appuntamento del 2005 sono i Campionati mondiali di nuoto di Montreal; Magnini si presenta in ottima condizione, ma non riesce a disputare la finale della 4x100 m stile libero per via dell'eliminazione della squadra azzurra in batteria. Esordisce allora nei 200 m stile libero, ma viene eliminato per un soffio nelle semifinali (9º in 1'48"34). Determinato, centra la finale dei 100 m stile libero in 48"73, 3º tempo di qualificazione dietro ai sudafricani Schoeman e Neethling, grandi favoriti, proponendosi come possibile outsider per la finalissima.
In finale Schoeman è velocissimo al passaggio dei 50 m (22"42), ma anche Magnini spinge ottenendo a metà gara un ottimo tempo di passaggio per il suo standard (23"14, -0"03 rispetto al record mondiale di Pieter van den Hoogenband). I secondi 50 metri di Magnini sono irresistibili, e sorpassa prima Ryk Neethling (terzo in 48"34), poi, negli ultimi 10 metri, Roland Schoeman (argento in 48"28), conquistando una storica medaglia d'oro per l'Italia con il tempo clamoroso di 48"12, seconda miglior prestazione di tutti i tempi, a soli 0"28 dal record di Pieter van den Hoogenband. Magnini è il primo italiano a vincere il titolo mondiale sui 100 m stile libero, ed è il quarto uomo italiano a vincere un oro mondiale dopo Giorgio Lamberti, Massimiliano Rosolino e Alessio Boggiatto. Il giorno dopo questo storico trionfo, nuota una frazione nella 4x200 m stile libero da 1'47"23, ma il suo apporto non basta alla squadra azzurra per salire sul podio.

### Dal 2005 al 2007: ancora ai vertici mondiali
Magnini, ormai campione affermato, si presenta ai Campionati europei in vasca corta di Trieste, a dicembre 2005, con la responsabilità di dover portare all'Italia due medaglie d'oro. E il pesarese non tradisce: sui 100 m stile libero, dopo una semifinale a suon di record europeo (46"55), in finale conduce una gara d'attacco (1º al passaggio in 22"49) e chiude con un nuovo record europeo (46"52). Queste prestazioni clamorose lo spingono a forzare a dismisura il passaggio ai 100 m nella finale dei 200 m stile libero (49"31, al di sotto del record del mondo di Thorpe), per poi cedere un poco nel finale, chiudendo comunque con l'oro in 1'42"89, tempo eccezionale.
Importante nel 2006 la sua partecipazione alla tappa di Coppa del Mondo di New York (a febbraio), nella quale, dopo essere stato battuto sui 100 m stile libero, mette in scena un duello spettacolare con il campionissimo statunitense Michael Phelps, duello dal quale esce sconfitto con onore (1'42"94 contro 1'42"78). Abbastanza sottotono la sua partecipazione ai Campionati mondiali in vasca corta di Shanghai (aprile 2006), nei quali viene battuto sia sui 100 m sia sui 200 m, con tempi relativamente modesti, dal campione sudafricano Ryk Neethling; comunque è decisivo il contributo del campione pesarese alle due staffette italiane (4x100 m e 4x200 m) che ottengono due prestigiosi titoli mondiali in vasca corta.
L'appuntamento clou dell'estate 2006 sono gli Europei di Budapest, dove Magnini riuscirà a confermare tutte le medaglie vinte a Madrid: è oro nei 100 m stile libero, nella 4x100 m e nella 4x200 m stile libero; bronzo nei 200 m stile libero. La finale dei 100 m è molto tesa, con un passaggio lento di Magnini (23"82); nonostante i suoi secondi 50 metri non siano brillanti ed efficaci come al solito, riesce comunque a vincere in un "modesto" 48"79 battendo di misura l'arrembante svedese Stefan Nystrand e l'esperto fuoriclasse olandese Pieter van den Hoogenband. Simpatica la scenetta a fine gara del pesarese, che indossa una corona portata dai suoi amici: da quel momento Magnini è "Re Magno".
La stagione 2006-2007 è diversa dalle altre, in quanto ci sono i mondiali a marzo, con un titolo da confermare, che richiedono una preparazione mirata. Nonostante una condizione non ancora massimale, Magnini conferma la sua tenacia ai Campionati europei in vasca corta di Helsinki (dicembre 2006), dove, dopo aver trascinato l'Italia al bronzo nella 4x50 m mista con una frazione nei 50 m stile da 21"10, vince la tiratissima finale dei 100 m stile libero grazie alla sua grande concentrazione. Infatti lo svedese Nystrand partiva favorito, in virtù di una migliore condizione, ma in finale Magnini fa valere tutte le sue doti, battendolo con un ottimo tempo di 46"81; a fine gara esplode la gioia del campione pesarese, che dall'entusiasmo si strappa il costumone.
Il giorno dopo la finale dei 100 m domina i 200 m con una prestazione impressionante: passa ai 100 m in 51"03, chiude in 51"51, per un 1'42"54 complessivo che è il nuovo record italiano. I campionati mondiali di Melbourne 2007 chiamano Magnini a una difficile riconferma: gli avversari sono tanti e agguerriti. Già durante il primo giorno di gare, Magnini lancia un segnale chiarissimo: nuota l'ultima frazione della 4x100 m stile italiana sia in batteria (47"39), sia in finale (47"18), conducendo l'Italia a uno storico argento a suon di record europeo. Disertati i 200 m, come programmato, Magnini si concentra sui 100 m, anche se un problemino alla spalla gli impedisce di rendere al meglio.
Qualificatosi agevolmente per la finale (48"60), Magnini è l'uomo da battere per la finale. E la finale è tesissima; Magnini riesce a produrre un passaggio molto veloce (23"24), ma manca di sufficiente brillantezza negli ultimi 50 m per fare il vuoto. Il finale è incertissimo, con tutti gli otto concorrenti racchiusi in un soffio. Magnini la spunta di carattere (48"43), anche se deve condividere il primo gradino del podio con il bravo canadese Brent Hayden. Magnini diventa così il terzo nuotatore della storia a confermarsi campione del mondo sui 100 m stile libero; in precedenza ci erano riusciti solo due campionissimi del calibro di Matt Biondi e Aleksandr Popov. Ormai è la consacrazione definitiva per il pesarese.

### Dal 2008 al 2014
L'obiettivo centrale della stagione 2007-2008 è l'Olimpiade di Pechino, dove Magnini può scrivere un'altra pagina importantissima della storia del nuoto italiano. Questa importantissima stagione comincia con gli Europei in corta di Debrecen, appuntamento non preparato al massimo, dove Magnini è chiamato a scontrarsi con atleti molto in forma sia sui 100 m (Nystrand, autore poche settimane prima di uno stratosferico record del mondo, e il francese Bernard) sia sui 200 m (il tedesco Paul Biedermann). I 100 m stile libero sono vinti da Alain Bernard, che in una gara tesissima precede con 46"39 Nystrand e Magnini, autore di una buona prestazione (46"90). Sui 200 m stile libero è ancora una volta il carattere del pesarese a fare la differenza: Magnini è oro in 1'43"50 e batte per soli 10 centesimi Biedermann; per "Re Magno" si tratta del quarto titolo consecutivo agli europei in vasca corta sui 200 m stile libero.
Il secondo grande appuntamento della stagione 2007-2008 è il Campionato europeo in vasca lunga di Eindhoven, nei Paesi Bassi. La condizione di Magnini non è quella dei giorni migliori, e nella staffetta 4×100 m stile libero, pur conducendo l'Italia all'argento (3'15"77), nuota una frazione sottotono (48"20). Nei 200 m stile libero viene eliminato in batteria (7º in 1'48"87, ma fuori perché ultimo tra gli italiani). Anche nei 100 m stile libero deve abdicare: in finale si classifica terzo in 48"53, alle spalle del francese Bernard (record mondiale con 47"50) e dello svedese Nystrand (48"40). Alle Olimpiadi dello stesso anno a Pechino, ottiene due quarti posti rispettivamente con la staffetta 4x100 m stile libero e con la 4x200 m stile libero.
Terminata l'esperienza estiva de L'isola dei famosi, Magnini torna e vince: il 27 novembre 2008 si aggiudica i 100 metri stile libero ai campionati italiani in vasca corta nuotando in un buon 47"15. Il 29 luglio 2009, ai Mondiali di Roma in vasca lunga, stabilisce il nuovo primato italiano dei 100 m stile libero, un 48"04 che non gli basta però per conquistare l'ingresso in finale. Nel 2011 ai Campionati mondiali di nuoto a Shanghai non si qualifica per un soffio alla finale dei 100 m, ma chiude quarto e ottavo rispettivamente con la 4×100 m e con la 4×200 m.
Il 2012 è l'anno del ritorno alla vittoria, durante i Campionati europei di Debrecen, sempre sotto la guida tecnica del suo allenatore Claudio Rossetto che nel frattempo ha fatto anche di Federica Pellegrini una sua atleta, vince due medaglie d'oro nei 100 metri s.l. e nella staffetta 4x100 m mista, la quale è la prima in assoluto nella storia dei Campionati europei di nuoto e due medaglie d'argento rispettivamente con le staffette 4x100 m e 4x200 m stile libero. Nelle Olimpiadi di Londra 2012 invece non ottiene nessuna prestazione di rilievo. Nel dicembre del 2012 partecipa ai Campionati mondiali in vasca corta di Istanbul in cui ottiene un argento nella staffetta 4x100 m stile libero.
L'appuntamento principale di Filippo per la stagione 2013 sono i Campionati mondiali di nuoto; Re Magno non riesce a brillare e non va oltre un ultimo posto in semifinale dei 100 m stile libero non riuscendo a scendere sotto i 49 secondi e un quinto posto in finale della staffetta 4x100 m stile libero. Riesce a ottenere risultati convincenti agli Europei in vasca corta di Herning a dicembre, ottenendo una medaglia di bronzo nei 200 m stile libero vinti da Danila Izotov e l'argento nella staffetta 4x50 m stile libero.
Nel 2014 Magnini si prepara al meglio per i Campionati europei di Berlino che si tengono ad agosto. In questa edizione riesce a entrare in finale dei 200 m stile libero, chiusa all'ottavo posto, mentre viene escluso dalle semifinale dei 100 m poiché c'erano già due italiani prima di lui; con la staffetta 4x100 m sl centra comunque un buon terzo posto, mentre con la 4x200 m sl chiude al sesto posto. Ai Campionati mondiali di Doha in vasca corta Magnini non entra in finale dei 200 m stile libero, ma centra due podi con le staffette 4x50 m e 4x200 m stile libero, ottenendo rispettivamente un terzo e un secondo posto.

## Causa legale contro NADO
Il procuratore anti-doping di NADO Italia, Pierfilippo Laviani, ha promosso un procedimento nei suoi confronti al Tribunale Nazionale Antidoping (TNA), che si è concluso con la squalifica dell'atleta per 4 anni per aver violato l'articolo 2.2 del codice dell'Agenzia mondiale antidoping (Uso o tentato uso di sostanze dopanti). La condanna, confermata in appello il 6 novembre 2018, è stata impugnata davanti al Tribunale Arbitrale dello Sport (TAS) di Losanna. Il 27 febbraio 2020 il TAS ha accolto integralmente il ricorso proposto da Magnini, annullando le sentenze del TNA, revocando la sanzione disciplinare e disponendo il proscioglimento dell'atleta dalle accuse. L'ente antidoping italiano è stato condannato a risarcire le spese processuali.

## Vita privata
Dopo essere stato fidanzato per un lungo periodo con la collega Federica Pellegrini, il 12 maggio 2021 si sposa con rito civile con Giorgia Palmas, dalla quale ha avuto una figlia, Mia, nata nel 2020. Un anno dopo, il 14 maggio 2022, i due celebrano con rito religioso la loro unione.

## Primati personali
I suoi primati personali in vasca da 50 metri sono:
- 50 m stile libero: 22"51 (Roma, 2008)
- 100 m stile libero: 48"04 (Roma, 2009)
- 200 m stile libero: 1'46"89 (Riccione, 2009)
- 50 m dorso: 26"66 (Livorno, 2008)
- 50 m rana: 27"58 (Riccione, 2009)
- 200 m misti: 2'04"86 (Roma, 2004)
- 100 m stile libero, frazione di staffetta: 46"84 (Pechino, 2008)
- 200 m stile libero, frazione di staffetta: 1'44"12 (Pechino, 2008)

I suoi primati personali in vasca da 25 metri sono:
- 50 m stile libero: 21"99 (Trieste, 2005)
- 100 m stile libero: 46"26 (Istanbul, 2009)
- 200 m stile libero: 1'41"65 (Istanbul, 2009)
- 50 m dorso: 25"12 (Saint-Paul, 2007)
- 50 m rana: 26"47 (Viterbo, 2008)
- 50 m farfalla: 23"86 (Trieste, 2005)
- 100 m farfalla: 53"05 (Verona, 2006)
- 100 m misti: 53"58 (Trieste, 2005)
- 200 m misti: 1'58"38 (Trieste, 2005)
- 50 m stile libero, frazione di staffetta: 20"44 (Rijeka, 2008)
- 100 m stile libero, frazione di staffetta: 46"69 (Shanghai, 2006)
- 200 m stile libero, frazione di staffetta: 1'43"33 (Shanghai, 2006)
- 50 m farfalla, frazione di staffetta: 23"28 (Trieste, 2005)

## Progressione

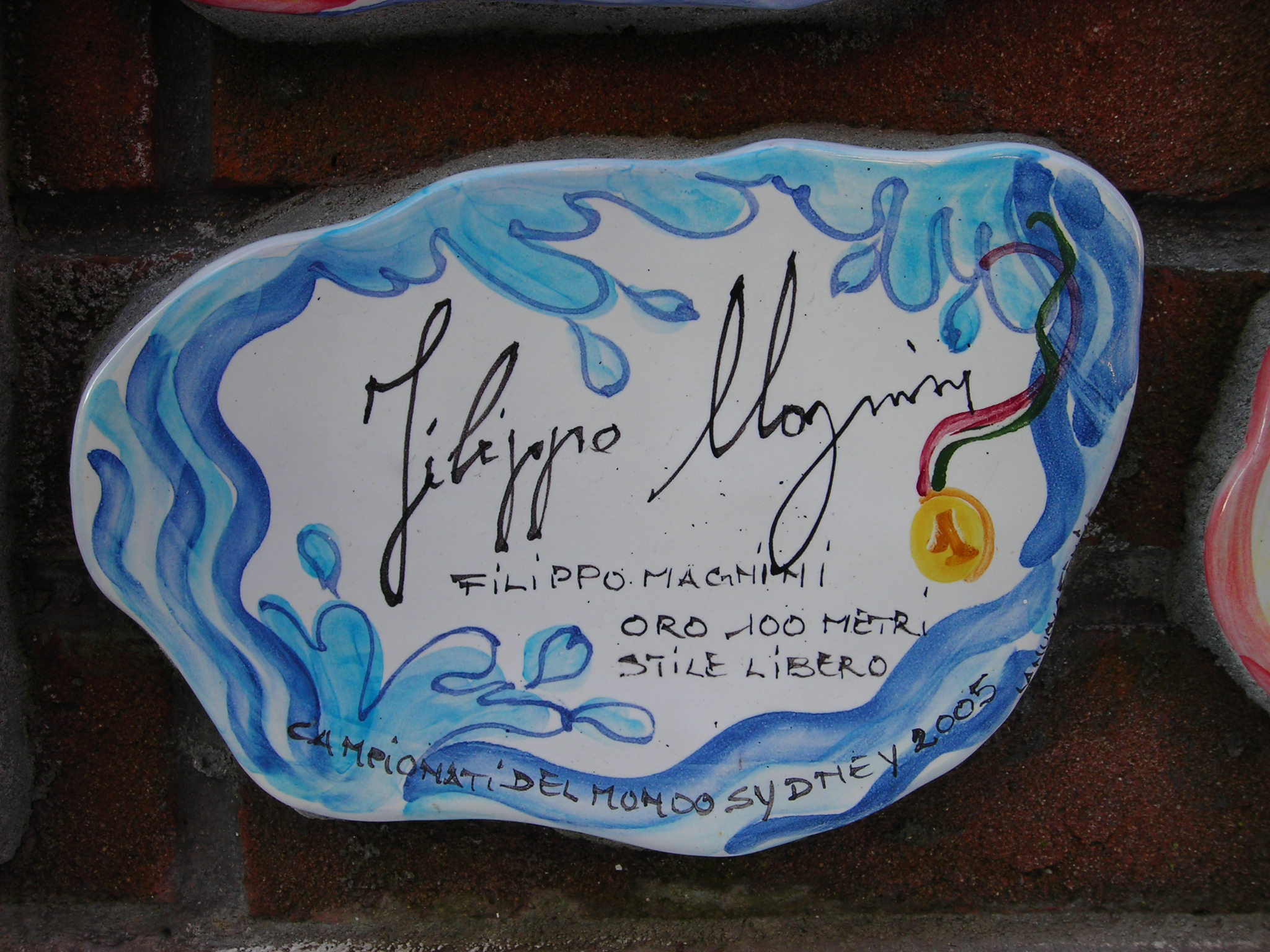
La piastrella del muretto di Alassio autografata da Magnini

| Vasca da 50 metri | Vasca da 50 metri |      | Vasca da 25 metri | Vasca da 25 metri |
| 100 sl            | 200 sl            | anno | 100 sl            | 200 sl            |
| 55"01             | 1'57"90           | 1999 | ---               | ---               |
| 52"61             | 1'53"76           | 2000 | ---               | ---               |
| 51"15             | 1'52"89           | 2001 | ---               | ---               |
| 50"18             | 1'50"44           | 2002 | 50"63             | 1'50"71           |
| 49"19             | 1'49"40           | 2003 | 48"13             | 1'45"24           |
| 48"87             | 1'47"20           | 2004 | 47"32             | 1'45"47           |
| 48"12             | 1'48"34           | 2005 | 47"66             | 1'44"13           |
| 48"79             | 1'47"35           | 2006 | 46"52 E           | 1'42"89           |
| 48"43             | 1'47"16           | 2007 | 46"81             | 1'42"54           |
| 48"11             | 1'48"87           | 2008 | 46"70             | 1'43"50           |
| 48"04             | 1'46"89           | 2009 | 46"37             | 1'43"32           |
| 48"67             | 1'48"18           | 2010 | 46"26             | 1'41"65           |
| 48"36             | 1'48"95           | 2011 | 47"11             | 1'44"21           |

E = primato europeo

## Palmarès
Nota:
M = primato mondiale
E = europeo
| Giochi olimpici                | 100 m stile libero       | 200 m stile libero       | 4×100 m stile libero             | 4×200 m stile libero               | 4×100 m mista                     |                            |
| 2004 Atene Grecia              | 5º 48"99                 | ---                      | 4º - 3'15"75 frazione: 48"30     | Bronzo: 7'11"83 frazione: 1'47"58  | ---                               |                            |
| 2008 Pechino Cina              | 9º in semifinale 48"11   | ---                      | 4º - 3'11"48 frazione:47"27      | 4º - 7'05"35 frazione: 1'44"12     | squalificato (8º) frazione: 47"38 |                            |
| 2012 Londra Regno Unito        | 18º - 49"18              | ---                      | 7º - 3'14"13 frazione: 48"10     | ---                                | ---                               |                            |
| Campionati del mondo           | 100 m stile libero       | 200 m stile libero       | 50 m rana                        | 4×100 m stile libero               | 4×200 m stile libero              |                            |
| 2003 Barcellona Spagna         | ---                      | ---                      | ---                              | 6º - 3'15"99 frazione: 48"13       | 4º nuota in batteria              |                            |
| 2005 Montreal Canada           | Oro 48"12                | 9º in semifinale 1'48"34 | ---                              | ---                                | 4º - 7'12"81 frazione: 1'47"23    |                            |
| 2007 Melbourne Australia       | Oro 48"43                | ---                      | ---                              | Argento: 3'14"04 frazione: 47"18   | 5º - 7'12"31 frazione: 1'47"66    |                            |
| 2009 Roma Italia               | 9º in semifinale 48"04   | ---                      | 23º in batteria 27"59            | 5º - 3'11"93 frazione: 47"39       | 6º - 7'03"48 frazione: 1'45"88    |                            |
| 2011 Shanghai Cina             | 11º in semifinale 48"50  | ---                      | ---                              | 4º - 3'12"39 frazione: 47"31       | 8º - 7'12"26 frazione: 1'47"54    |                            |
| 2015 Kazan Russia              | ---                      | ---                      | ---                              | Bronzo: 3'12"53 frazione: 47"55    | ---                               |                            |
| Mondiali in vasca corta        | 100 m stile libero       | 200 m st. libero         | 4×100 m stile libero             | 4×200 m st. libero                 | 4×50 m st. libero                 |                            |
| 2006 Shanghai Cina             | Argento 47"31            | Argento 1'43"78          | Oro: 3'10"74 frazione: 46"69     | Oro: 6'59"08 frazione: 1'43"33     | ---                               |                            |
| 2008 Manchester Regno Unito    | Argento 46"70            | 5º 1'44"33               | 4º - 3'10"05 frazione: 46"75     | Bronzo: 6'58"39 frazione: 1'42"53  | ---                               |                            |
| 2010 Dubai Emirati Arabi Uniti | 12 º in semifinale 47"12 | 14º in batteria 1'44"21  | 6º - 3'06"56 frazione: 46"17     | ---                                | ---                               |                            |
| 2012 Istanbul Turchia          | ---                      | ---                      | Argento: 3'07"07                 | ---                                | ---                               |                            |
| 2014 Doha Qatar                | ---                      | ---                      | 4º - 3'05"79 frazione: 46"36     | Argento: 6'51"80 frazione: 1'42"07 | Bronzo: 1'24"56 frazione: 21"35   |                            |
| Campionati europei             | 100 m stile libero       | 200 m stile libero       | 4×100 m stile libero             | 4×200 m stile libero               | 4×100 m mista                     | 4×100 m stile libero mista |
| 2004 Madrid Spagna             | Oro 48"87                | Bronzo 1'48"69           | Oro: 3'15"66 frazione: 48"28     | Oro: 7'11"93 frazione: 1'48"18     | ---                               | ---                        |
| 2006 Budapest Ungheria         | Oro 48"79                | Bronzo 1'47"57           | Oro: 3'15"23 frazione: 47"62     | Oro: 7'09"60 frazione: 1'47"01     | ---                               | ---                        |
| 2008 Eindhoven Paesi Bassi     | Bronzo 48"53             | ---                      | Argento: 3'15"77 frazione: 48"20 | Oro: 7'09"94 frazione: 1'47"63     | 5º - 3'37"54 frazione: 47"87      | ---                        |
| 2010 Budapest Ungheria         | 4º 48"67                 | ---                      | 4º - 3'15"18 frazione: 48"72     | 5º - 7'14"50 frazione: 1'47"73     | 5º - 3'36"61 frazione: 47"97      | ---                        |
| 2012 Debrecen Ungheria         | Oro 48"77                | ---                      | Argento: 3'14"71 frazione: 47"97 | Argento: 7'13"10 frazione: 1'48"41 | Oro: 3'32"80 frazione: 47"78      | ---                        |
| 2014 Berlino Germania          | ---                      | 8º                       | Bronzo: 3'12"78 frazione: 48"26  | ---                                | ---                               | ---                        |
| 2016 Londra Regno Unito        | ---                      | ---                      | Argento: 3'14"29 frazione: 48"58 | Bronzo: 7'08"30 frazione: 1'47"82  | ---                               | Argento: 3'24"55           |
| Europei in vasca corta         | 100 m stile libero       | 200 m stile libero       | ---                              | 4×50 m stile libero                | 4×50 m mista                      |                            |
| 2003 Dublino Irlanda           | Argento 47"32            | 8º 1'45"58               | ---                              | ---                                | ---                               |                            |
| 2004 Vienna Austria            | Argento 47"66            | Oro 1'44"57              | ---                              | ---                                | ---                               |                            |
| 2005 Trieste Italia            | Oro 46"52 - E            | Oro 1'42"89              | ---                              | ---                                | 7º - 1'35"77 frazione: 23"28      |                            |
| 2006 Helsinki Finlandia        | Oro 46"81                | Oro 1'42"54              | ---                              | ---                                | Bronzo: 1'35"20 frazione: 21"10   |                            |
| 2007 Debrecen Ungheria         | Bronzo 46"90             | Oro 1'43"50              | ---                              | ---                                | ---                               |                            |
| 2008 Fiume Croazia             | Bronzo 46"62             | ---                      | ---                              | Argento: 1'23"37 frazione: 20"44   | Oro: 1'32"91 - M frazione: 20"72  |                            |
| 2009 Istanbul Turchia          | 4º 46"26                 | 5º 1'41"65               | ---                              | Bronzo: 1'23"64 frazione: 20"81    | 4º - 1'32"17 frazione:20"71       |                            |
| 2010 Eindhoven Paesi Bassi     | 4º 47"11                 | 4º 1'44"22               | ---                              | Oro: 1'25"16 frazione: 21"56       | Argento nuota in batteria         |                            |
| 2011 Stettino Polonia          | ---                      | Argento 1'43"20          | ---                              | ---                                | ---                               |                            |
| 2013 Herning Danimarca         | 5º 47"00                 | Bronzo 1'43"34           | ---                              | Argento 1'23"37                    | ---                               |                            |
| 2015 Netanya Israele           | ---                      | ---                      | ---                              | Argento 1'24"44                    | ---                               |                            |
| Giochi del Mediterraneo        | 100 m stile libero       | ---                      | ---                              | 4×200 m st. libero                 | ---                               |                            |
| 2005 Almeria Spagna            | Argento 49"37            | ---                      | ---                              | ---                                | ---                               |                            |
| 2009 Pescara Italia            | Argento 48"27            | ---                      | ---                              | Oro: 7'09"44 frazione: 1'48"08     | ---                               |                            |

### Campionati italiani
26 titoli individuali e 10 in staffette, così ripartiti:
- 1 nei 50 m stile libero
- 13 nei 100 m stile libero
- 8 nei 200 m stile libero
- 2 nei 50 m farfalla
- 2 nei 100 m misti
- 2 nella staffetta 4×50 m stile libero
- 2 nella staffetta 4×100 m stile libero
- 4 nella staffetta 4×200 m stile libero
- 1 nella staffetta 4×50 m mista
- 1 nella staffetta 4×100 m mista

nd = non disputata
| Anno | Edizione    | Stile libero 50 m | Stile libero 100 m | Stile libero 200 m | Stile libero 4×50 m | Stile libero 4×100 m | Stile libero 4×200 m | Rana 50 m | Farfalla 50 m | Misti 100 m | Misti 200 m | Mista 4×50 m | Mista 4×100 m |
| ---- | ----------- | ----------------- | ------------------ | ------------------ | ------------------- | -------------------- | -------------------- | --------- | ------------- | ----------- | ----------- | ------------ | ------------- |
| 2002 | Estivi      | -                 | 2                  | 3                  | nd                  | -                    | -                    | -         | -             | nd          | -           | nd           | -             |
| 2002 | Invernali   | -                 | 2                  | 2                  | 1                   | nd                   | nd                   | -         | 1             | -           | -           | 1            | nd            |
| 2003 | Primaverili | -                 | -                  | -                  | nd                  | 1                    | 1                    | -         | -             | nd          | -           | nd           | 1             |
| 2003 | Estivi      | -                 | -                  | -                  | nd                  | 2                    | -                    | -         | -             | nd          | -           | -            | -             |
| 2003 | Invernali   | -                 | 1                  | 3                  | 2                   | nd                   | nd                   | -         | -             | -           | -           | -            | nd            |
| 2004 | Primaverili | -                 | 1                  | 1                  | nd                  | -                    | -                    | -         | -             | nd          | -           | nd           | -             |
| 2004 | Estivi      | -                 | 1                  | 1                  | nd                  | -                    | -                    | -         | -             | nd          | -           | nd           | -             |
| 2004 | Invernali   | -                 | 1                  | 2                  | -                   | nd                   | nd                   | -         | -             | 1           | -           | -            | nd            |
| 2005 | Primaverili | -                 | 1                  | 3                  | nd                  | 3                    | -                    | -         | -             | nd          | -           | nd           | -             |
| 2005 | Estivi      | -                 | 1                  | -                  | nd                  | 3                    | -                    | -         | -             | nd          | -           | nd           | -             |
| 2005 | Invernali   | -                 | -                  | -                  | -                   | nd                   | nd                   | -         | 1             | 1           | 3           | -            | nd            |
| 2006 | Primaverili | -                 | -                  | 1                  | nd                  | -                    | -                    | -         | -             | nd          | -           | nd           | -             |
| 2006 | Estivi      | -                 | 1                  | -                  | nd                  | 2                    | -                    | -         | -             | nd          | -           | nd           | -             |
| 2006 | Invernali   | 1                 | 1                  | 1                  | nd                  | nd                   | nd                   | -         | -             | -           | -           | nd           | nd            |
| 2007 | Estivi      | -                 | 1                  | 1                  | nd                  | 2                    | 3                    | -         | -             | nd          | -           | nd           | -             |
| 2007 | Invernali   | -                 | 1                  | -                  | nd                  | nd                   | nd                   | -         | -             | -           | -           | nd           | nd            |
| 2008 | Invernali   | -                 | 1                  | -                  | nd                  | nd                   | nd                   | -         | -             | -           | -           | nd           | nd            |
| 2009 | Primaverili | -                 | 1                  | 2                  | nd                  | -                    | -                    | 2         | -             | nd          | -           | nd           | -             |
| 2009 | Invernali   | -                 | -                  | 2                  | nd                  | nd                   | nd                   | -         | -             | -           | -           | nd           | nd            |
| 2010 | Primaverili | -                 | -                  | 1                  | nd                  | 2                    | -                    | -         | -             | -           | -           | nd           | -             |
| 2010 | Estivi      | -                 | 2                  | -                  | nd                  | nd                   | nd                   | -         | -             | -           | -           | nd           | nd            |
| 2010 | Invernali   | -                 | -                  | 1                  | 1                   | nd                   | nd                   | -         | -             | -           | -           | -            | nd            |
| 2011 | Primaverili | -                 | 2                  | -                  | nd                  | 2                    | 1                    | -         | -             | -           | -           | nd           | -             |
| 2011 | Estivi      | -                 | -                  | -                  | 2                   | nd                   | nd                   | -         | -             | -           | -           | -            | nd            |
| 2011 | Invernali   | -                 | 2                  | 2                  | -                   | 2                    | nd                   | -         | -             | -           | -           | nd           |               |
| 2012 | Primaverili | -                 | 1                  | -                  | -                   | 3                    | 2                    | -         | -             | -           | -           | nd           | -             |
| 2012 | Invernali   | -                 | 2                  | -                  | -                   | 2                    | -                    | -         | -             | -           | -           | nd           | -             |
| 2013 | Primaverili | -                 | -                  | 2                  | -                   | 2                    | 2                    | -         | -             | -           | -           | nd           | -             |
| 2013 | Invernali   | -                 | 2                  | -                  | -                   | 2                    | -                    | -         | -             | -           | -           | nd           | -             |
| 2014 | Primaverili | -                 | 2                  | 2                  | -                   | 2                    | 2                    | -         | -             | -           | -           | -            | -             |
| 2014 | Invernali   | -                 | -                  | -                  | -                   | 2                    | -                    | -         | -             | -           | -           | -            | -             |
| 2015 | Primaverili | -                 | 2                  | 1                  | -                   | 2                    | 2                    | -         | -             | -           | -           | -            | -             |
| 2015 | Invernali   | -                 | 2                  | 3                  | -                   | 1                    | -                    | -         | -             | -           | -           | -            | -             |
| 2016 | Primaverili | -                 | 3                  | -                  | -                   | 2                    | 1                    | -         | -             | -           | -           | -            | -             |
| 2016 | Invernali   | -                 | -                  | -                  | -                   | -                    | -                    | -         | -             | -           | -           | -            | 2             |
| 2017 | Primaverili | -                 | -                  | 3                  | -                   | -                    | 1                    | -         | -             | -           | -           | -            | -             |
| 2017 | Invernali   | -                 | -                  | 3                  | -                   | -                    | -                    | -         | -             | -           | -           | -            | -             |

## Riconoscimenti
- LEN Award: 2007

## Attività benefiche
- Testimonial AIL sezione Pesaro[22]
- Friend and Ambassador Fondazione LAUREUS
- Testimonial solidale per SOS Villaggi dei Bambini.

## Filmografia
Televisione
- Ultima gara, regia di Raoul Bova e Marco Renda - docu-film (Canale 5, 2021)

## Televisione
- L'isola dei famosi 6 (Rai 2, 2008) - inviato
- Celebrity Masterchef Italia (Sky Uno, 2017) - concorrente
- Miss Italia 2018 (LA7, 2018) - giurato
- Avanti un altro! Pure di sera (Canale 5, 2022) - concorrente
- Stand Up! Comici in prova (Nove, 2022) - comico
- Per me (Rai 2,  2022-2023) - conduttore
- Alessandro Borghese - Celebrity Chef (TV8, 2022) - concorrente
- Non sono una signora  (Rai 2, 2023) - indagatore
- Amarsi un po - Istruzioni per l'uso (LA7, dal 2024) - conduttore